# Lena Lauzemis
Lena Lauzemis (* 15. Januar 1983 in West-Berlin) ist eine deutsche Schauspielerin.

## Leben

### Ausbildung und Erfolg als Jugendliche
Lena Lauzemis ist Tochter einer Grundschullehrerin und eines Drehbuch- und Hörspielautors. Sie wuchs gemeinsam mit zwei älteren Brüdern in Berlin-Kreuzberg auf, wo sie auch bis zur zwölften Klasse das Robert-Koch-Gymnasium besuchte. Mit der Schauspielerei kam Lauzemis im Alter von 13 Jahren in Berührung, als sie 1996 Mitglied der schuleigenen Theatergruppe Wild Bunch wurde. „Es kam vor allem über die Sprache, über die Gedichte, die mich fasziniert haben. Die Schultheatergruppe hat sich mit Brecht beschäftigt, das hat mich interessiert“, so Lauzemis im März 2010. Es folgten Gastauftritte am Berliner Ensemble und an anderen Schauspielstätten. Anlässlich des 100. Geburtstags von Bertolt Brecht trat Lauzemis 1998 mit Wild Bunch im Rahmen des Deutschen Kinder- und Jugendtheatertreffens im Berliner Caroussel Theater an der Parkaue auf. Daraufhin wurde eine Schauspielagentin auf die Schülerin aufmerksam und vermittelte ihr mit Der Sohn des verrückten Dichters (ZDF – Das kleine Fernsehspiel, 1997) und Leander Haußmanns Sonnenallee (1999) erste kleine Fernseh- und Filmrollen.
Im Frühjahr 1998 erschien die 15-jährige Lauzemis als Lavinia in Heiner Müllers Anatomie Titus Fall of Rome. Die Inszenierung von Regisseur Thomas Heise vertraute auf ein Schülerensemble und wurde innerhalb von drei Monaten vom theater 89 auf einem ausgedienten Fabrikgelände im Berliner Bezirk Marzahn organisiert. „Das war prägend für mich. Von ihm [Müller] habe ich viel erfahren über den Körper im Raum, auf der Bühne. Was bedeutet es, wenn zwei Figuren aufeinander zulaufen?“, so Lauzemis. Nach dem Part der vergewaltigten und verstümmelten Römerin gab Lauzemis ihre Pläne, Lehrerin zu werden, auf und bemühte sich um eine Karriere als Schauspielerin. Durch die Pressevorführung von Anatomie Titus Fall of Rome wurde Christine Wiegand auf die Berliner Schülerin aufmerksam. Die Regisseurin besetzte Lauzemis daraufhin in ihrem Fernsehfilm Das Alibi (2000). In dem Krimi-Drama war sie als jugendliche Außenseiterin zu sehen, die während einer Klassenfahrt den Mord an einer Mitschülerin durch mehrere Klassenkameraden beobachtet. Zerrissen zwischen Schuldgefühlen und Angst, deckt sie die Täter, da sie in einen der Jungen (gespielt von Jona Mues) heimlich verliebt ist.
Lauzemis’ erste Fernsehhauptrolle machte sie einem breiten deutschsprachigen Publikum bekannt und brachte ihr viel Kritikerlob ein. Der Spiegel bemerkte, es sei die „wahrhaftig wirkende Schauspielkunst der erst 17jährigen Hannah-Darstellerin Lauzemis“, die Schwächen bei Regie und Drehbuch schnell vergessen mache. Die Stuttgarter Zeitung wies auf ihre „faszinierende Wandlungsfähigkeit“ hin und zog Vergleiche zur jungen Nastassja Kinski, während die Berliner Zeitung Lauzemis als „herausragende Nachwuchsdarstellerin“ bezeichnete. Mit der befreundeten Christine Wiegand drehte Lauzemis im selben Jahr in Los Angeles den Kurzfilm Lost in the Woods, in dem sie die Hauptrolle eines Au-pair-Mädchens übernahm.

### Schauspielausbildung und Ensemblemitglied der Münchner Kammerspiele
An den Erfolg von Das Alibi konnte Lauzemis ein Jahr später mit der weiblichen Hauptrolle in Hanno Brühls Fernsehfilm Herzrasen (2001) anknüpfen. In dem Drama war sie als entschlossene Jugendliche Isa zu sehen, die sich in den ruhelosen, aggressiven Dieb Marco (Antonio Wannek) verliebt und diesen aus der Psychiatrie befreit. Von 2002 bis 2006 folgte eine Ausbildung zur Schauspielerin an der Hochschule für Schauspielkunst „Ernst Busch“ Berlin. Daneben belegte Lauzemis Clown-Workshops und stand unter anderem neben Stipe Erceg in Yugotrip (2004) und für Jutta Brückners Hitlerkantate (2005) mit Hilmar Thate vor der Kamera. Im letztgenannten Film war sie als junge und talentierte Musikschülerin zu sehen, deren fanatische Verehrung Adolf Hitlers sich in eine sexuelle Leidenschaft steigert, um dann in eine Mordfantasie umzuschlagen. Obwohl Hitlerkantate gemischte Kritiken erhielt, lobte der film-dienst Lauzemis’ Ursula als „eine faszinierende Entdeckung“.
Nach dem Ende ihrer Schauspielausbildung wurde Lauzemis von Intendant Frank Baumbauer als festes Ensemblemitglied an die Münchner Kammerspiele geholt. Dort debütierte die androgyne, dunkelblonde Schauspielerin als „das Mädchen“ in Laurent Chétouanes Inszenierung von Jon Fosses Schatten (2006). In den folgenden Jahren konzentrierte sich Lauzemis auf ihre Theaterarbeit und erschien unter anderem als Kreusa in Stephan Kimmigs Version von Mamma Medea (2007), in Andreas Kriegenburgs Der Prozess nach Franz Kafka (2008), als Sascha in Anton Tschechows Platonow sowie als Victoria in Albert Camus’ Belagerungszustand (beide 2009). 2009 folgte der Nachwuchsförderpreis des Fördervereins Münchner Kammerspiele. Auch war sie in improvisierten Theaterprojekten wie Kriegenburgs Alles nur der Liebe wegen (2010/11) involviert, nahm an Lesungen teil und leitet bei den Münchner Kammerspielen auch eine Jugendtheatergruppe.
Nach fünfjähriger Leinwandabstinenz übernahm Lauzemis im Jahr 2010 die weibliche Hauptrolle der Gudrun Ensslin in Andres Veiels Spielfilmdebüt Wer wenn nicht wir (2011), das sich auf Gerd Koenens Biografie Vesper, Ensslin, Baader stützt. Laut eigenen Angaben hatte sie bereits als 18-Jährige den Part der Terroristin in einem experimentellen Film von Suse Beer (Hans und Grete) übernommen. Das Drama Wer wenn nicht wir feierte seine Welturaufführung im Wettbewerb der 61. Internationalen Filmfestspiele Berlin und wurde in weiteren Hauptrollen mit August Diehl (als Bernward Vesper) und Alexander Fehling (Andreas Baader) besetzt. Lauzemis wurde von der Kritik als schauspielerische Entdeckung gefeiert und als Mitfavoritin auf den Darstellerpreis der Berlinale gehandelt, den aber das weibliche Schauspielensemble des iranischen Beitrags Jodaeiye Nader az Simin erhielt. Andreas Kilb (Frankfurter Allgemeine Zeitung) sprach von der „Geburt eines deutschen Kinostars“. Lauzemis entdecke „in dem Tuttlinger Pfarrhausmädchen ein Amalgam aus verzehrender Sehnsucht und vernichtender Schärfe, in dem Ensslins ganzes späteres Schicksal vorgezeichnet ist“, so Kilb. Ebenso positiv äußerte sich Rainer Gansera (Süddeutsche Zeitung) über die „vielschichtig flirrende und einnehmende Kontur“ der Schauspielerin, die im letzten Drittel von Wer wenn nicht wir in ihrer Verwirrung „romantisch-schön“ wirke. Die Hauptrolle brachte Lauzemis eine Nominierung für den Deutschen Filmpreis 2011 ein.
Lena Lauzemis lebt in München und Berlin.

## Filmografie (Auswahl)
- 1997: Der Sohn des verrückten Dichters (TV)
- 1999: Sonnenallee
- 2000: Das Alibi (TV)
- 2000: Fremde Freundin (TV)
- 2001: Herzrasen (TV)
- 2001: Tatort: Gewaltfieber (Fernsehreihe)
- 2002: Die Mutter (TV)
- 2003: Wolffs Revier – Heiße Suppe (Fernsehserie)
- 2004: Yugotrip
- 2004: Tatort: Gefährliches Schweigen (Fernsehreihe)
- 2005: Hitlerkantate
- 2011: Wer wenn nicht wir
- 2014: Das Zimmermädchen Lynn
- 2015: Herbert
- 2015: Unsichtbare Jahre (TV)
- 2015: Deutschland 83 (Fernsehreihe)
- 2016: Stille Reserven
- 2018: Adam und Evelyn
- 2018: Deutschland 86 (Fernsehreihe)
- 2020: Deutschland 89 (Fernsehreihe)
- 2021: A Pure Place
- 2023: Lipstick on the Glass
- 2024: Tatort: Schweigen

## Theaterstücke (Auswahl)
| Jahr    | Theaterstück                       | Regie               | Rolle                     | Bühne                 |
| ------- | ---------------------------------- | ------------------- | ------------------------- | --------------------- |
| 1998    | Anatomie Titus Fall of Rome        | Thomas Heise        | Lavinia                   | theater 89            |
| 2006    | Schatten                           | Laurent Chétouane   | Das Mädchen               | Münchner Kammerspiele |
| 2007    | Mamma Medea                        | Stephan Kimmig      | Kreusa                    | Münchner Kammerspiele |
| 2008    | Zur schönen Aussicht               | Christiane Pohle    | Fräulein Christine        | Münchner Kammerspiele |
| 2008    | Der Prozess                        | Andreas Kriegenburg |                           | Münchner Kammerspiele |
| 2009    | Armes Ding                         | Felicitas Brucker   |                           | Münchner Kammerspiele |
| 2009    | Bulbus                             | Christiane Pohle    | Amalthea                  | Münchner Kammerspiele |
| 2009    | Drei Farben: Blau, Weiß, Rot       | Johan Simons        | u. a. schwangere Geliebte | Münchner Kammerspiele |
| 2009    | Platonow                           | Stefan Pucher       | Sascha                    | Münchner Kammerspiele |
| 2009    | Belagerungszustand                 | Christoph Frick     | Victoria                  | Münchner Kammerspiele |
| 2010    | Übermorgen ist zweifelhaft // 2012 | Chris Kondek        |                           | Münchner Kammerspiele |
| 2010/11 | Alles nur der Liebe wegen          | Andreas Kriegenburg |                           | Münchner Kammerspiele |

## Auszeichnungen
- 2009: Nachwuchsförderpreis des Fördervereins Münchner Kammerspiele
- 2011: Nominierung für den Deutschen Filmpreis für Wer wenn nicht wir („Beste darstellerische Leistung – weibliche Hauptrolle“)
- 2011: Hessischer Fernsehpreis für Wer wenn nicht wir („Beste Darstellerin“)